# Encardia picta
Encardia picta là một loài tò vò trong họ Ichneumonidae.